# لوندین
لوندین (انگلیسی: Lundin) شرکت معدن کانادایی است، که در سال ۱۹۹۴ توسط آدولف اچ. لوندین تأسیس شد.